# بطيخ

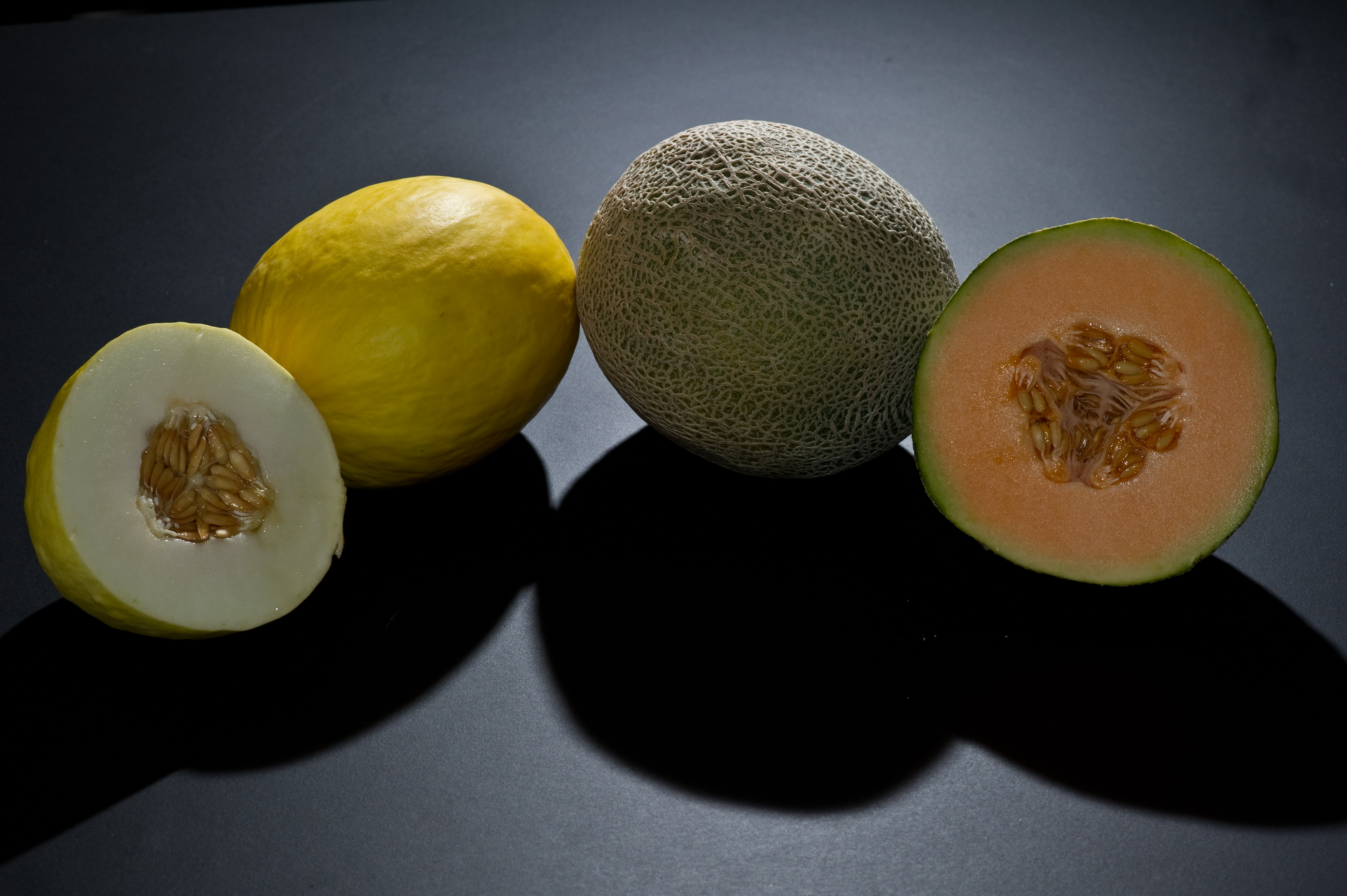
أمثلة على ثمار البطيخ

البِطِّيخ (المفرد: بِطِّيخة
) هو نبات ينتمي إلى الفصيلة القرعية ولثمرته لُب حلو المذاق وقابل للأكل، وبحسب علم النبات فهي تعتبر ثمار لبيّة، تستعمل لفظة البطيخ للإشارة إلى النبات نفسه أو إلى الثمرة تحديداً. يُسمَّى المكان الذي كثرت فيه زراعة البطيخ: المَبْطَخَة أو الخِضْرِيج.

## البطيخ الأصفر
البطيخ الأصفر أو الشمّام هو مسمّى يُطلق عربيًا على ثمار البطيخ التي قشرها أصفر أو برتقالي اللون ولها لبّ حلو المذاق، تتعدد أشكالها و‌أصنافها الزراعية، فمنها الشمام، شمام الكنتالوب و‌شمام كوز العسل وغيرها.

## التاريخ

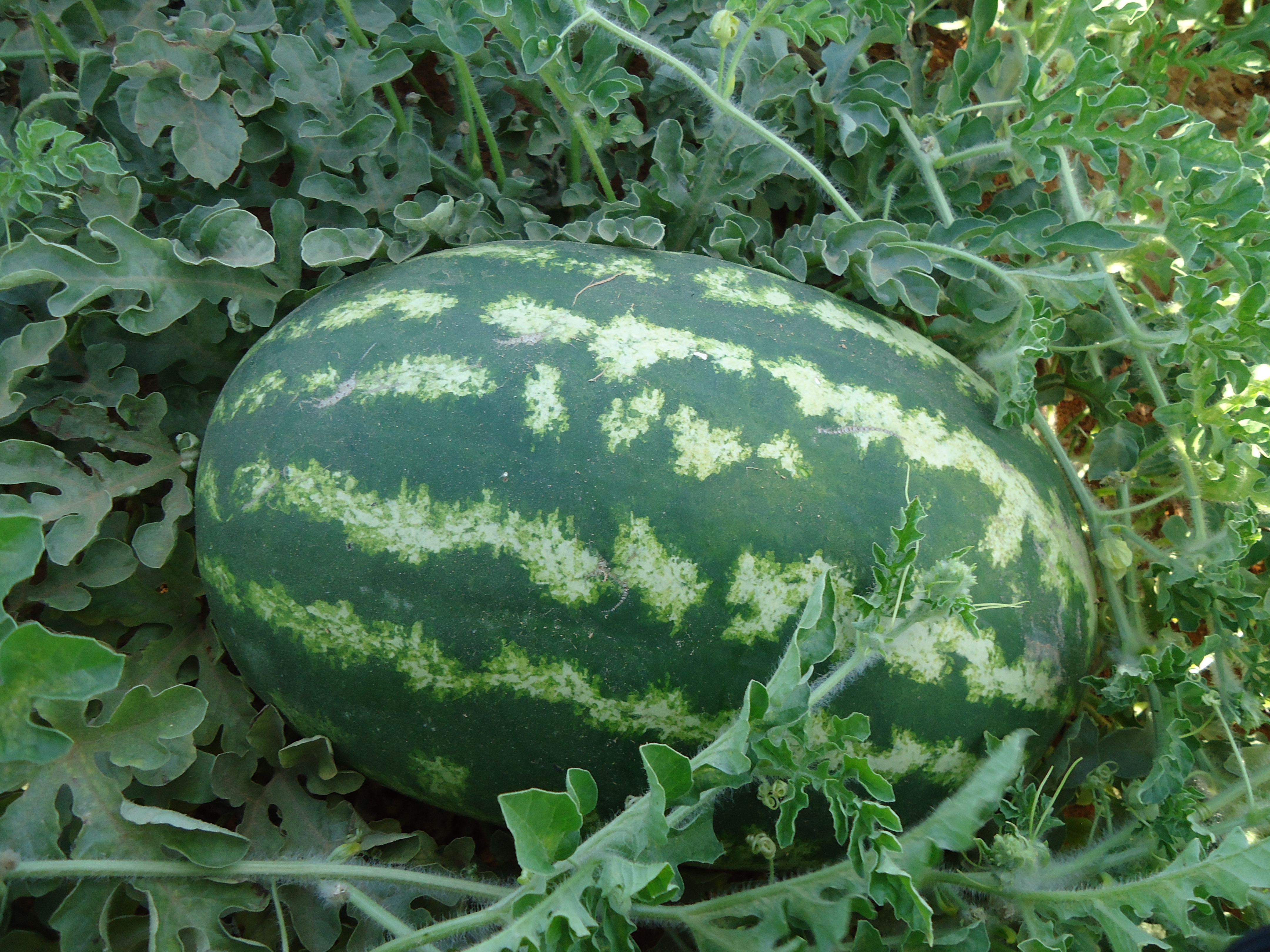
بطيخ أحمر في المزرعة

زُرع البطيح وانتشر من أفريقيا أو من مناطق الوديان الحارة في جنوب غرب آسيا خصوصًا إيران و‌الهند، ومنها بظهر تدريجيًا في أوروبا وانتشر  في نهاية الإمبراطورية الرومانية الغربية.
من المعروف أن قدماء المصريين كانوا يزرعون البطيخ، ومع ذلك، فإن الاكتشافات الحديثة لبذور البطيخ التي يرجع تاريخها إلى ما بين 1350 و1120 قبل الميلاد والمكتشفة في آبار نوراجيك المقدسة أظهرت أن البطيخ قد تم جلبه لأول مرة إلى أوروبا من قبل حضارة نوراجيك في سردينيا خلال العصر البرونزي.

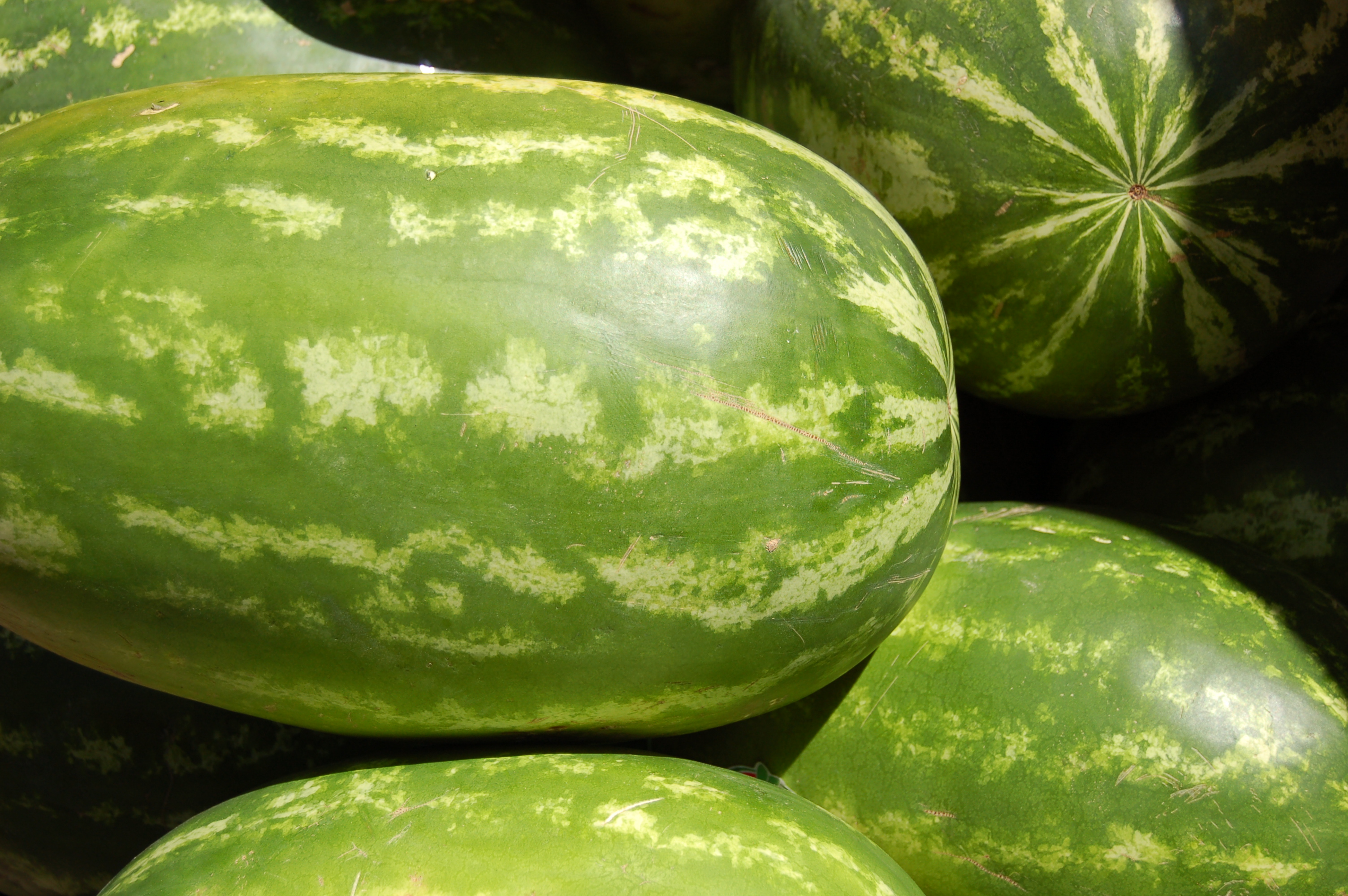
بطيخ

كان البطيخ من بين أقدم النباتات التي جرى جلبها من البرية وزراعتها في المزارع في العالم القديم وأيضًا من بين أول أنواع المحاصيل التي جلبها الغربيون إلى العالم الجديد. وبحسب التسجيلات، فإن المستوطنين الأوروبيين الأوائل في العالم الجديد زرعوا شمام كوز العسل وشمام الكاسابا في وقت مبكر من القرن السابع عشر. يُذكر كذلك أن عدد من القبائل الأمريكية الأصلية في نيو مكسيكو يحافظون على تقليد زراعة أصناف من البطيخ المميزة والخاصة بهم والتي ترجع إلى البطيخ الذي جلبه الإسبان قديمًا، على ذلك تبذل بعض المنظمات (مثل Native Seeds/SEARCH) جهدها لجمع هذه البذور وغيرها من البذور التراثية والحفاظ عليها.